# 土佐光清

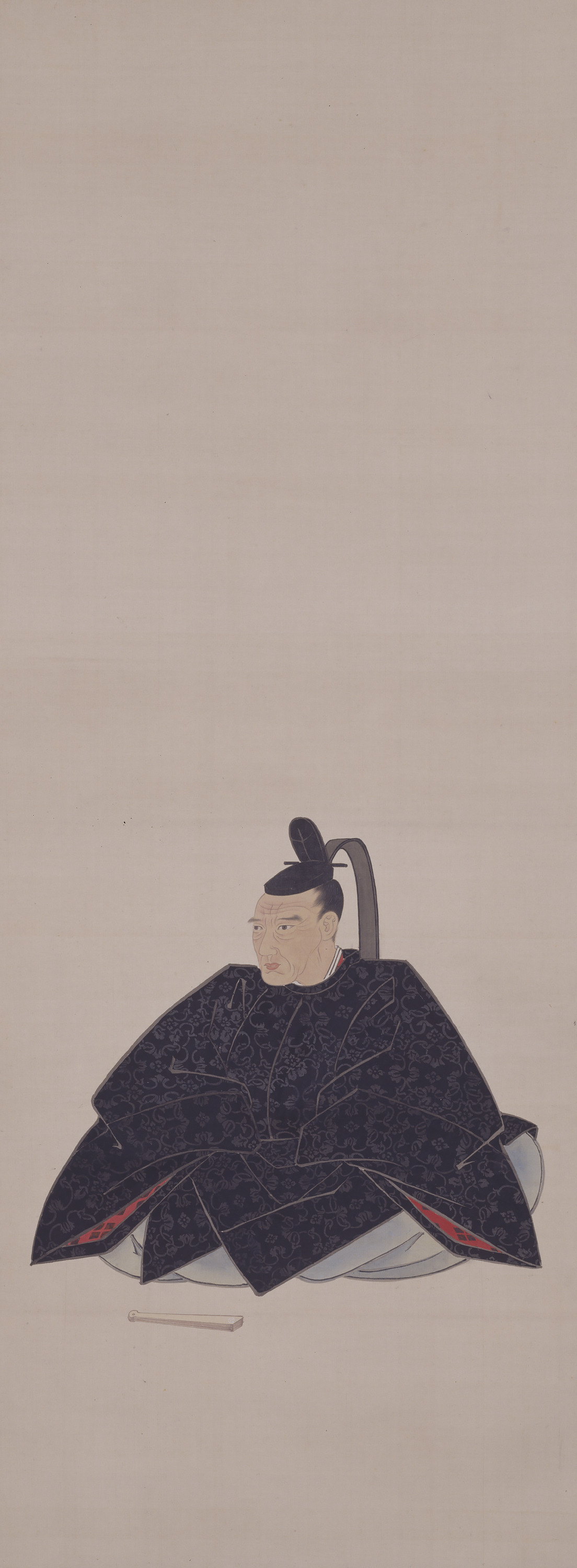
土佐光清像（土佐光文筆、京都国立博物館蔵）

土佐 光清（とさ みつきよ、文化2年11月1日〈1805年12月21日〉 - 文久2年11月21日〈1863年1月10日〉）は、日本の江戸時代後期から幕末にかけて活動した土佐派の絵師。土佐派分家の2代目土佐光孚の長男で、弟に土佐光文。幼名は繁松丸、字は子纓、号は鏡水。

## 略伝
画法を父に習ってその跡を継ぎ、禁裏画所を務めた。文化11年10月10日（1814年11月21日）数え10歳で従六位上・豊前介、文政4年2月30日（1821年4月2日）17歳で正六位下、同11年2月20日（1828年4月4日）24歳で従五位下・伊勢守、天保6年9月28日（1835年11月18日）31歳で従五位上、同13年1月22日（1842年3月3日）38歳で正五位下、嘉永5年7月20日（1852年9月3日）48歳で土佐守、嘉永7年1月22日（1854年2月19日）50歳で従四位下に叙された。
宗家をついだ弟・光文共に多くの画事をこなし、安政度御所造営でも活躍した。病弱の身ながら、父の教えを受けて土佐派の古画を学び、画風の刷新に努めた。文久2年死去、去年58歳。墓所は知恩寺。跡は子の土佐光武が継いだ。

## 作品
| 作品名                                     | 技法                 | 形状・員数           | 寸法（縦x横cm）   | 所有者           | 年代              | 落款・印章 | 備考 |
| ------------------------------------------ | -------------------- | -------------------- | ----------------- | ---------------- | ----------------- | ---------- | --- |
| 荒海障子                                   | 麻本墨画             | 衝立障子2面          | 192.5x135.5（各） | 宮内庁京都事務所 | 1855年（安政2年） |            | 清涼殿弘庇（ひろびさし）北端所在。幕末の作品ではあるが、図様は清少納言の『枕草子』にも記載がある、荒海や足長手長を描く伝統的なもの。 |
| 昆明池障子（昆明池水戦図・嵯峨野小鷹狩図） | 絹本著色             | 衝立障子2面（各1面） | 146.3x237.7（各） | 宮内庁京都事務所 | 1855年（安政2年） |            | 清涼殿弘庇、二間と上御局の境に立てられる衝立障子。やはり平安時代からの伝統的な図様。                                                 |
| 辰野市図襖・難波江図                       | 絹本著色             | 襖4面（各2面）       | 161.0x82.6（各）  | 宮内庁京都事務所 | 1855年（安政2年） |            | 清涼殿藤壺上の御局所在。 |
| 春夏秋冬花鳥図                             | 絹本著色金砂子金泥引 | 御袋棚小襖8面        | 80.0x34.7（各）   | 宮内庁京都事務所 | 1855年（安政2年） |            | 御常御殿剣璽の間（上段の間東側）北面所在                                                                                             |
| 義家公泰平図                               | 絹本著色             | 1幅                  | 116.4x50.6        | 飯田市美術博物館 |                   |            | |